# Atractodes laphroscopoides
Atractodes laphroscopoides là một loài tò vò trong họ Ichneumonidae.